# Cor Veldhoen
Cor Veldhoen, né le 6 avril 1939 à Rotterdam et décédé le 11 octobre 2005 à Barendrecht, est un footballeur international néerlandais des années 1950 et 1960. Évoluant au poste de défenseur, il reste fidèle toute sa carrière au Feyenoord Rotterdam. Au cours de ses 14 saisons passées dans la ville de Rotterdam, il remporte quatre championnats, une coupe des Pays-Bas, et une Coupe des clubs champions.

## Biographie

### En club
Cor Veldhoen réalise l'intégralité de sa carrière au Feyenoord Rotterdam. Avec cette équipe, il dispute un total de 376 matchs en Eredivisie, pour deux buts inscrits.
Il joue 18 matchs en Coupe d'Europe des clubs champions. Le Feyenoord remporte cette compétition en 1970, mais lui ne se voit pas retenu pour jouer la finale.

### En équipe nationale
Cor Veldhoen reçoit 27 sélections en équipe des Pays-Bas entre 1961 et 1967, sans inscrire de but.
Il joue son premier match en équipe nationale le 14 mai 1961 contre l'équipe d'Allemagne de l'Est, et son dernier le 13 septembre 1967, contre cette même équipe.
Il dispute 2 matchs comptant pour les éliminatoires du mondial 1962, 6 matchs dans le cadre des éliminatoires du mondial 1966, un match comptant pour les tours préliminaires de l'Euro 1964, et enfin 4 matchs dans le cadre des tours préliminaires de l'Euro 1968.
Le 2 mai 1963, il joue un match amical face au Brésil. C'est le seul match qu'il dispute face à une équipe non européenne.

## Palmarès
- Championnat des Pays-Bas
  - Champion en 1961, 1962, 1965 et en 1969
  - Vice-champion en 1960, 1966, 1967, 1968 et en 1970

- Coupe des Pays-Bas
  - Vainqueur en 1965 et en 1969
  - Finaliste en 1957

- Coupe d'Europe des clubs champions
  - Vainqueur en 1970 (ne joue pas la finale)